# Glocke des Glücks
Die Glocke des Glücks (chinesisch 吉祥钟; Pinyin: Jixiang zhong) ist eine große Glocke, die sich im Foquan-Tempel (佛泉寺) in Pingdingshan, Henan, China befindet. Dieser liegt nahe dem Zhongyuan-Buddha, der weltgrößten Buddhastatue. Die Glocke wiegt 116 Tonnen, ist 8,108 Meter hoch, hat an ihrem Rand einen Durchmesser von 5,118 Metern und ist 20 Zentimeter dick. Die Glocke des Glücks beansprucht (Stand 2020) den Titel der schwersten klingenden Glocke der Welt.
Die Glocke wurde im Dezember 2000 gegossen und am Silvesterabend desselben Monats um Mitternacht zum ersten Mal (mit 21 Schlägen) geläutet. Die Schulterpartie der Glocke ist mit 36 Lotusblütenblattmustern geschmückt.